# Lasioglossum boreale
Lasioglossum boreale is een vliesvleugelig insect uit de familie Halictidae. De wetenschappelijke naam van de soort is voor het eerst geldig gepubliceerd in 1977 door Svensson, Ebmer & Sakagami.